# Comté de Grant (Nebraska)
Pour les articles homonymes, voir Comté de Grant.
Le comté de Grant est un comté de l'État du Nebraska, aux États-Unis. Son siège est la ville de Hyannis.